# 도미노촌 (후쿠시마현)
도미노촌(富野村)은 후쿠시마현 다테군에 있던 촌이다. 현재의 다테시에 해당한다.

## 역사
- 1889년 4월 1일 - 정촌제 시행에 의해 2촌의 구역을 가지고 성립하였다.
- 1955년 3월 1일 - 야나가와정, 아와노촌,이사자와촌, 야마후니우촌, 시라네촌, 세키모토촌과 합병해 야나가와정이 성립하여, 동일 도미노촌이 폐지되었다.
- 2006년 1월 1일 - 야나가와정이 다테정, 야나가와정, 호바라정, 료젠정, 쓰키다테정과 합병해 다테시가 성립하였다.

## 교통

### 철도
현재는 아부쿠마 급행선의 도미노역, 가부토역이 소재하지만, 당시는 미개업이였다.

## 참고문헌
- 角川日本地名大辞典 7 福島県